# Emanuela Orlandi

Cartaz de pessoa desaparecida de 1983.

Emanuela Orlandi (14 de janeiro de 1968 (57 anos)) foi uma jovem italiana que desapareceu misteriosamente em 22 de junho de 1983. A vítima, filha de um cidadão do Vaticano, Ercole Orlandi, funcionário da Prefeitura da Casa Pontifícia, desapareceu em circunstâncias misteriosas com a idade de 15 anos.
Isso poderia parecer à primeira vista um desaparecimento "normal" de uma adolescente, mas logo se tornou um dos casos mais obscuros da história italiana que envolvem o Estado do Vaticano, o Estado Italiano, o Instituto para as Obras de Religião (IOR), a Banda della Magliana, o Banco Ambrosiano e os serviços secretos de vários países, pelo que ainda não foi totalmente resolvido.
Em junho de 2008, Sabrina Minardi, testemunha no julgamento contra a Banda della Magliana e ex-namorada do líder da gangue, Enrico De Pedis, afirmou que Emanuela Orlandi teria sido sequestrada, e em seguida, morta e jogada em um misturador de cimento em Torvaianica, pela organização criminosa de De Pedis. O criminoso, que possuía contatos com o arcebispo Paul Marcinkus através de Roberto Calvi (já que a Magliana injetava dinheiro no banco controlado pelo Vaticano) teria dito a ela que o sequestro foi uma ordem de Marcinkus, que queria enviar uma "mensagem para alguém acima deles". Segundo Sabrina, o pai da jovem Emanuela "terá visto documentos que não devia ter visto", sendo necessário mantê-lo calado. A publicação do depoimento de Sabrina Minardi provocou protestos do Vaticano.
Em 14 de maio de 2012, a polícia italiana exumou o corpo do gangster De Pedis, depois de receber uma denúncia anônima de que um túmulo no Vaticano continha pistas sobre o paradeiro de Emanuela. O corpo de De Pedis estava realmente enterrado na Basílica de Santo Apolinário, juntamente com papas e cardeais, entretanto o corpo de Emanuela não foi encontrado. Segundo fontes, o cardeal Ugo Poletti, em “face a um montante tão conspícuo, deu sua benção” para o sepultamento do criminoso na Basílica.
Em maio de 2012, o padre Gabriele Amorth afirmou que ela foi raptada por um membro da polícia do Vaticano para orgias sexuais, e então assassinada. Amorth diz que o incidente envolveu também os agentes de uma embaixada estrangeira não identificada. Outras fontes policiais afirmam que o sequestro foi feito por terroristas extremistas muçulmanos para exigir a libertação de Mehmet Ali Agca da prisão após ele ter atirado no Papa João Paulo II.
Em 11 de julho de 2019, os túmulos de duas princesas mortas no século XIX no Campo Santo Teutonico, Vaticano foram abertos na esperança de encontrar os restos de Emanuela Orlandi. Os túmulos de Carlota Frederica de Mecklemburgo-Schwerin e Sophie von Hohenlohe estavam completamente vazios.
Em 2019 foram localizadas ossadas num ossário do Colégio Teutónico. O acesso aos restos mortais pode ser feito através de um alçapão que foi alvo de uma inspeção em 20 de Julho de 2019, realizada na presença de representantes da família Orlandi. Os especialistas a tratar do caso consideram que também os esqueletos das princesas podem ter sido transferidos para aquele local, devido às obras de expansão do Colégio Teutônico, realizadas nos anos 1960 e 1970, tendo estas também afetado o cemitério.
Os peritos que analisaram aos restos encontrados em dois ossários no Vaticano concluíram que os ossos encontrados são muitos antigos para serem os de Emanuela Orlandi, não sendo encontrada qualquer estrutura óssea de um período posterior ao final do século XIX.
Em 20 de outubro de 2022 estreou uma série documental na Netflix intitulada “Vatican Girl: The Disappearance of Emanuela Orlandi”. Uma amiga de infância de Emanuela conta que, dias antes do desaparecimento, a adolescente foi abusada sexualmente dentro do Vaticano por “alguém próximo do Papa”.
O Vaticano indicou, em 9 de janeiro de 2023, que reabriu a investigação ao desaparecimento da jovem Orlandi, meses depois de o documentário da Netflix lançar novas suspeitas. A reabertura da investigação surge também semanas depois da família da jovem ter pedido ao parlamento italiano para assumir as culpas.
Em abril de 2023, o irmão de Emanuela, Pietro Orlandi, insinuou, num programa da televisão italiana,  que o papa João Paulo II tinha como prática corrente sair dos aposentos à noite com alguns bispos em busca de menores. O Papa Francisco rejeitou as acusações a João Paulo II.
Em junho de 2023, o Vaticano enviou o à Procuradoria de Roma pistas de investigação sobre o desaparecimento de Orlandi. A Santa Sé diz ter remetido para a Justiça italiana todas as evidências disponíveis nas estruturas do Vaticano, tendo tentado averiguar a veracidade das mesmas " através de conversas com as pessoas responsáveis na altura dos factos. De acordo com a Agência Ecclesia, algumas das pistas podem dar conhecimentos adicionais à investigação.
Em 25 do mesmo mês, o papa Francisco pediu orações e solidariedade à família de Emanuela e disse que queria "expressar, mais uma vez, proximidade à família, especialmente à mãe, garantindo minhas orações".